# Blindagem reativa

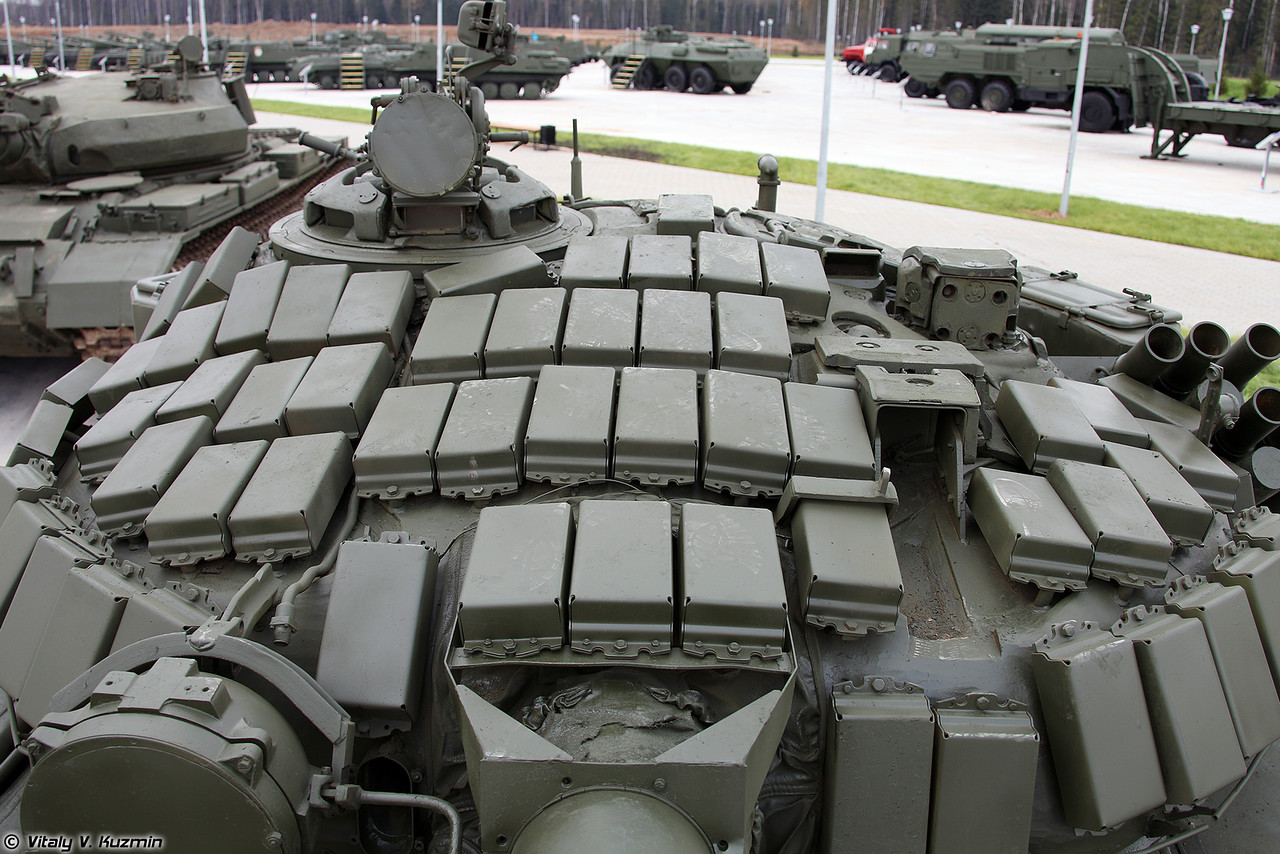
Blindagem reativa num tanque russo T-72B1.

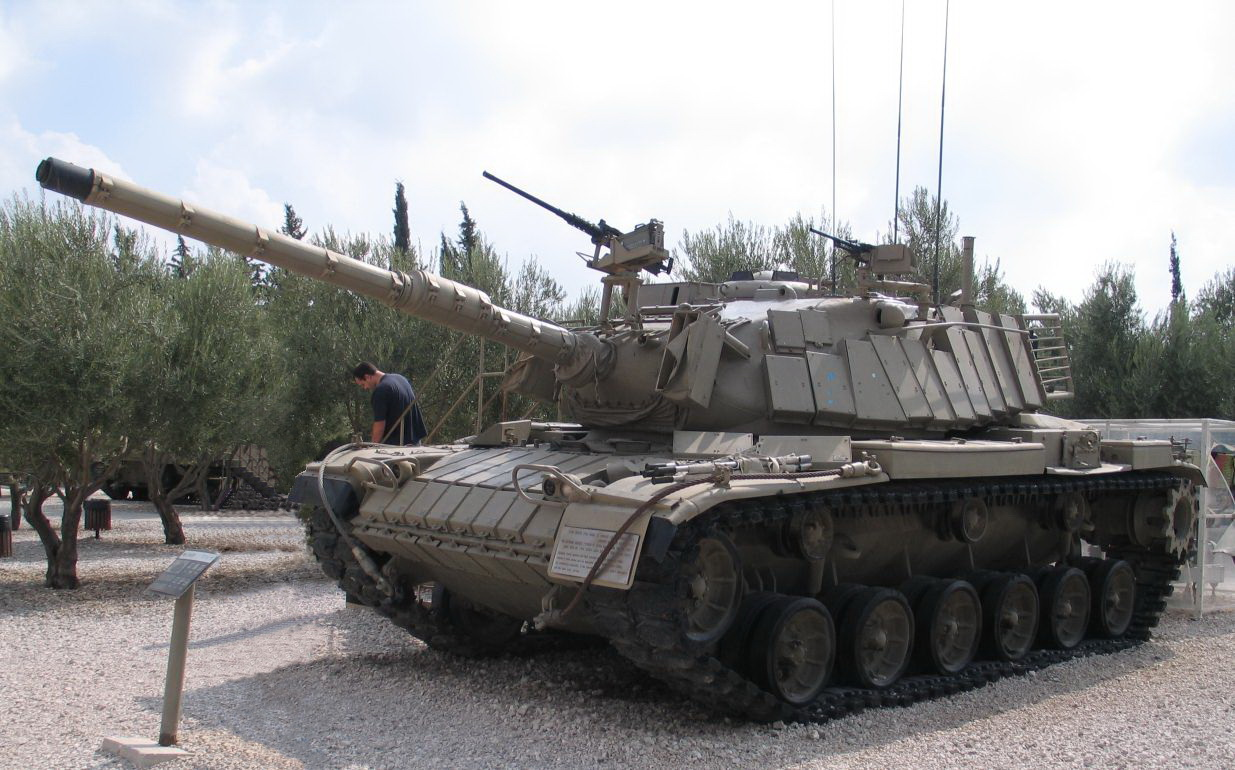
Um blindado israelense M60 (de fabricação americana) coberto com blindagem reativa.

Blindagem reativa (em inglês Reactive armour) é um tipo de blindagem de veículo que reage de alguma forma ao impacto de uma arma para reduzir os danos causados ao veículo protegido. É mais eficaz na proteção contra cargas moldadas e penetradores de energia cinética especialmente endurecidos. O tipo mais comum é blindagem reativa explosiva (ERA), mas variantes incluem blindagem reativa explosiva autolimitada (SLERA), blindagem reativa não energética (NERA), blindagem reativa não-explosiva (NxRA) e a blindagem elétrica. Módulos NERA e NxRA podem aguentar o impacto de vários projéteis, ao contrário da ERA e da SLERA. Um segundo golpe exatamente no mesmo local pode potencialmente penetrar em qualquer um deles, já que a blindagem naquele local estaria comprometida.
A blindagem reativa destina-se a neutralizar as munições antitanque que funcionam perfurando a blindagem e, em seguida, matam a tripulação interna, desativam sistemas mecânicos vitais ou criam lascas que desativam a tripulação - ou todos os três.
A blindagem reativa pode ser derrotada com vários golpes no mesmo lugar, como por armas de carga em tandem, que disparam duas ou mais cargas moldadas em rápida sucessão. Sem cargas em tandem, atingir exatamente o mesmo ponto duas vezes é muito mais difícil.